# Cromátida

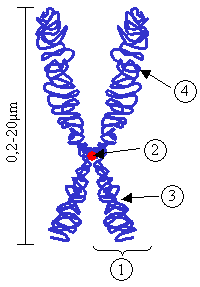
Esquema de un cromosoma ya duplicado durante la profase
1 = una Cromátida
2. Centrómero
3. Brazo corto (p)
4. Brazo largo (q)

La cromátida o cromátide (del griego χρώμα, chroma, coloreado) es cada una de las dos unidades longitudinales del cromosoma ya duplicado (con forma de 
X) que está unida a su cromátida hermana por el centrómero. Una cromátida es toda la estructura con forma de barra que se observa a ambos lados del centrómero en la interfase y son conocidas con el nombre de brazos.
Las cromátidas son visibles desde la etapa de profase de la mitosis y representan los pre-cromosomas hijos. El conjunto de dos cromátidas hermanas genera un cromosoma mitótico (con forma de X), que es visible durante la Profase y la Metafase. En la Anafase de la mitosis, las cromátidas se separan en dos "cromátidas hijas". En la Telofase se separan completamente en dos y forman los "cromosomas hijos" de una sola cromátida, ubicada en cada célula hija.

Dibujo esquemático de un durante las etapas de telofase e interfase

Cada cromátida lleva varios alelos, es decir, cada una de las características de su progenitor. Pueden ser visualizados como bandas luego de la tinción como se ve en el dibujo de la izquierda.
En citología, cromosoma es el nombre que recibe una diminuta estructura filiforme constituida por una cadena de ADN muy enrollada, que se une a proteínas que mantienen su estructura. Los cromosomas están presentes en todas las células vegetales y animales.
Previo a que se produzca una división celular (ya sea mitosis o meiosis) esta estructura filiforme duplica su cadena de ADN y se muestra como la figura tradicional de una X a la cual también se sigue llamando cromosoma, pero que en rigor es un cromosoma duplicado (o sea, son dos cromosomas para dos células hijas). Dos cromátidas formando un cromosoma (en rigor, dos cromosomas hermanos).
Pues bien, si mantenemos la definición de cromosoma a la figura con forma de X que nos muestra el cromosoma duplicado, diremos que está formado por dos cromátidas que se unen en un punto denominado centrómero. Las cromátidas son estructuras idénticas en morfología e información ya que cada una contiene una molécula de ADN idéntica. (En rigor, cada una de estas cromátidas hermanas es un cromosoma). También se puede decir que morfológicamente el cromosoma mitótico es el conjunto de dos cromátidas y genéticamente cada cromátida tiene el valor de un cromosoma.
Estructuralmente, cada cromátida está constituida por un esqueleto proteico de histonas, situado en el interior del nucleosoma, alrededor del cual se disponen muy compactadas el ADN y las proteínas no histónicas que forman el cromosoma.
Una cromátida contiene una molécula de cromatina condensada (molécula de ADN) y la otra posee otra molécula de cromatina idéntica, resultado de la replicación mitótica del ADN, por ello se puede hablar en un cromosoma de cromátidas hermanas. Cada cromátida presenta dos brazos de igual o distinta longitud.

## Cromonema
El cromonema (del griego χρώμα, chroma y nema, hebra) es la estructura filamentosa que compone cada una de las cromátidas hermanas. Al cromonema lo acompañan, a lo largo de su longitud, una sucesión de gránulos a los que se ha dado el nombre de cromómero. El cromonema está constituido por ADN y proteínas. Los cromómeros son un enrollamiento intenso del cromonema y están unidos unos a otros a modo de cuentas de rosario.

## Cromatina
La cromatina es el conjunto de ADN, y de proteínas histonas y no histónicas que se encuentra en el núcleo de las células eucariotas. Es la sustancia que compone químicamente a los cromosomas, en donde están ubicados los centriolos gaméticos.
Cuando la cromatina se compacta por condensación en la profase de la mitosis o de la meiosis da lugar a la formación de cuerpos visibles llamados cromosomas, entonces los términos cromatina y cromosomas se refieren a lo mismo, uno en un estado desenrollado (cromatina) y otro en estado compacto (cromosomas).
Las líneas que unen los polos forman el huso acromático, y pasan por cada centrómero.

## Centrómero
El centrómero es la región que se fija al huso acromático durante la mitosis. Se encuentra en un estrechamiento del cromosoma llamado constricción primaria, que divide a cada cromosoma en dos brazos.
En el centrómero se encuentran los cinetocoros, que corresponden a zonas discoidales situadas a ambos lados del centrómero que durante la división celular tienen como función hacer que los microtúbulos del huso se unan a los cromosomas.
Los cinetocoros son también centros organizadores de microtúbulos, igual que los centriolos o el centrosoma de las células vegetales.